# Carcacía
San Pedro de Carcacía és una parròquia del municipi gallec de Padrón, a la província de la Corunya. Va ser un municipi independent entre 1822 i 1834.
L'any 2013 tenia 785 habitants, repartits entre 18 entitats de població: Bandín, Berxaos, Casal, Corral, Cruxeiras de Abaixo, Cruxeiras de Arriba, Guimaráns, A Igrexa, Lamas, O Outeiro, Pousada, Rial, Ribadulla, Rumille, Sande, Sinde, Sobrerribas i Xoane.
Hi ha unes 20 empreses. Té un camp de futbol, camp de festes, escoles d'Infantil i Primària, una casa rural, alguns bars i una platja fluvial al riu Ulla. Entre els seus monuments destaquen l'església parroquial, diverses creus, fonts i molins. Existeixen diverses associacions de tipus cultural i esportiu.
En aquesta localitat va néixer el poeta Macías O Namorado, que dona nom a una plaça de Padrón i a l'institut d'Educació Secundària de la vila.
A més de les festes patronals, se celebren Sant Isidre Llaurador, Sant Antoni i la Verge del Roser.